# Matthew Long
Matthew Long (Sídney, 27 de junio de 1975) es un deportista australiano que compitió en remo. Participó en los Juegos Olímpicos de Sídney 2000, obteniendo una medalla de bronce en la prueba de dos sin timonel.

## Palmarés internacional
| Juegos Olímpicos | Juegos Olímpicos   | Juegos Olímpicos  | Juegos Olímpicos |
| Año              | Lugar              | Medalla           | Prueba           |
| ---------------- | ------------------ | ----------------- | ---------------- |
| 2000             | Sídney (Australia) | Medalla de bronce | Dos sin timonel  |